# Okrasná školka
Okrasná školka je zemědělské, zahradnické zařízení sloužící k produkci rostlinného materiálu pro okrasné zahradnictví, případně k prodeji. V zařízení typu okrasná školka tedy dochází ke generativnímu nebo vegetativnímu množení rostlin nebo i jen dopěstování (nákup a prodej). Některé okrasné školky v ČR patří k osvědčeným a na jejich produkci navazuje nejen vlastní realizace ale i učňovské nebo středoškolské pedagogické zařízení (např. Školky Litomyšl). V některých případech může být okrasná školka součástí zařízení které se zabývá jinou činností (často produkce v kontextu s lesní výrobou, nebo lesnictvím) nebo je součástí školského zahradnického zařízení (např. VŠZ Lednice ).
Při množení rostlinného materiálu je třeba postupovat v souladu se zákony platnými v ČR, zejména co se týče ochrany patentových práv, duševního vlastnictví a šíření chorob, a ve spolupráci se Státní rostlinolékařskou správou.   